# Demokratiekompetenz
Demokratiekompetenz (auch: Demokratiefähigkeit) als Begriff der Politikdidaktik ist die erforderliche Breite von Wissen und Befähigungen, um in der Demokratie die Bürgerrolle einzunehmen. Diese bedarf als Selbstbestimmung des Staatsvolkes der kontinuierlichen Verwirklichung durch dessen Angehörige.
Zur Demokratiekompetenz werden gemäß neuerer sozialwissenschaftlicher Literatur konkret gezählt: die Fähigkeiten
- zur Perspektivübernahme
- zur politischen Responsibilität
- zur sozialwissenschaftlichen Analyse
- zum politisch wertenden Urteilen
- zur Vermittlung konfligierender Urteile in sozialer Auseinandersetzung, und
- die Bereitschaft zur performativen Realisierung der einzelnen Kompetenzen.

Zu der Bereitschaft der performativen Realisierung gehören das Wissen um den Wert des demokratischen Gedankens mindestens im Sinne der „schlechtesten Regierungsform mit Ausnahme von allen übrigen“ (Winston Churchill), sowie dessen Akzeptanz und das Wissen, dass der kontinuierliche Einsatz eines größeren, in der Zusammensetzung repräsentativen Teils der Bürger in guten wie in schlechten Zeiten nicht nur für die lebendige Demokratie, sondern auf längere Sicht für die Demokratie an sich Existenz begründend ist, ebenso wie die freiheitliche, demokratische und rechtsstaatliche Verfassung des demokratischen Staates selbst.
Dabei ist die Teilnahme an Wahlen und Abstimmungen über Themen und über die Besetzung verantwortlicher Funktionen im Gemeinwesen nur ein Aspekt, der jedoch bereits, um wirklich demokratisch zu wirken, wichtige Kompetenzen voraussetzt, wie Offenheit (gegenüber alternativen, möglicherweise neuen politischen Lagern und Konzepten) bei gleichzeitiger Widerspenstigkeit durch Nicht- oder Abwahl z. B. gegenüber nur Gemeinwohl freundlich maskierten Spezialinteressen oder freiheitsfeindlichen Bestrebungen. Die Grundlage für eine möglichst unabhängige, fundierte persönliche Urteilsbildung ist auch in einer hinreichenden, möglichst breiten Allgemeinbildung oder zumindest Lebenserfahrung zu sehen.
Beispielsweise ist es entscheidend für eine freiheitliche Demokratie, dass von vernachlässigten Interessen Betroffene oder sonst benachteiligte Menschen ihre Not und ihre Forderungen im pluralistischen Konzert der freien Meinungsbildung ausreichend und effektiv zur Geltung bringen (Responsibilität). Dieses scheint z. B. in Deutschland heute vor allem bei Umweltthemen und im Extremfall von Firmenschließungen zu gelingen. Effektivität kann dabei aus nachvollziehbaren Gründen sozialer Effizienz nur gemeinschaftlich organisiert erzielt werden, was gewisse Sozialisierungstechniken und das dazugehörige Wissen, aber auch die Tugend voraussetzt, mitfühlende Solidarität mit Anderen empfinden zu können (Perspektivübernahme).
Neben zusätzlichen, entsprechenden kommunikativen Grundfertigkeiten und allgemeineren Sozialkompetenzen sind ähnliche Tugenden auch die Voraussetzung für die Vermittlung konfligierender Urteile in sozialer Auseinandersetzung.
Allgemein wird auch in der Politikdidaktik bemängelt, dass es derzeit noch nicht genügend theoretisch fundierte Werke zu Konzept und Förderung der Demokratiekompetenz gibt, sodass es bislang nicht möglich schien, z. B. in der PISA-Studie diese für unser Gesellschaftssystem so entscheidende Fähigkeit ähnlich ländervergleichend zu untersuchen, wie Lesekompetenz, mathematische oder naturwissenschaftliche Kompetenz. Die oben beschriebene Charakterisierung der Demokratiekompetenz wird deshalb derzeit auch in der Wissenschaft als offen z. B. für Erweiterungen angesehen. Dabei ist u. a. etwa die Fragestellung interessant, inwieweit das beschriebene Kompetenz-Set auf einer gewissen Abstraktionsebene auch für das erfüllende persönliche Gestalten der individuellen Lebensfreiräume gilt. die durch die freiheitliche Demokratie und die ihr eigenen Grundprinzipien von Subsidiarität und Pluralismus gegeben sind.